# Hackelstein (Steinwald)
Der Hackelstein ist eine monumentale etwa 15 Meter hohe Felsenburg auf einer Höhe von rund 723 m ü. NHN nahe Fuchsmühl im Steinwald.

## Felsen
Der Umriss und strukturelle Aufbau der Felsburg des Hackelsteins sind wesentlich durch das bestehende Kluftsystem vorgegeben. Chemische Verwitterung im Tertiär und das Kluftsystem des Granits führten zur Wollsackverwitterung. Der Felsen weist viele Ähnlichkeiten zum Weißenstein auf. Im Gegensatz zu diesem dominieren jedoch breite, gedrungene Formen, die auf die Klüftung zurückzuführen sind, welche nicht einheitlich verläuft. Folglich entwickelten sich breite Felstürme. Der Gipfelbereich bildet ein kleines Plateau. Dieses ist durch Treppen und Steige erreichbar.

## Wandern
Vom Fuchsmühl führen einige ausgeschilderte Wanderwege zum Hackelstein. Bei der Kapelle Maria Frieden befindet sich ein Wanderparkplatz. Auch der Fränkische Gebirgsweg geht direkt am Hackelstein vorbei.

## Klettern
Der Augsburger Felsen wird regelmäßig von Kletterern benutzt. Er befindet sich auf dem Hackelstein, liegt jedoch unterhalb der Felsenburg. Auf der dem Hackelstein zugewandten Seite beginnt ein Klettersteig, der auf den Augsburger Felsen hinaufführt. Vom Gipfel dessen hält sich der Blick in Grenzen, da Bäume die Sicht versperren und man nur in wenige Richtungen einen Fernblick hat.

## Waldweihnacht
Jedes Jahr im Dezember wird unterhalb des Felsens auf dem Hackelstein die Waldweihnacht gefeiert. Zusätzlich findet alle zehn Jahre das Festspiel Holzschlacht statt, als Erinnerung an die Auseinandersetzung zwischen den Fuchsmühlern und dem Amberger Infanterieregiment.